# Suoni tra ieri e domani
Suoni tra ieri e domani è un album dal vivo del cantautore italiano Amedeo Minghi, pubblicato nel 2014 dall'etichetta musicale Nar International. Il disco, oltre a noti brani scritti dall'artista per altri interpreti, accompagnati da introduzioni e brevi commenti, contiene l'inedito Io non ti lascerò mai in versione studio. Il CD è inserito in un libro di aneddoti a cura di Niccolò Carosi.

## Tracce
1. Io non ti lascerò mai (studio)
2. L'amore (live) - scritta per Mietta
3. L'amore / Ti perdo e non vorrei (commento)
4. Ti perdo e non vorrei (live) - scritta per Rita Pavone
5. Solo all'ultimo piano (commento)
6. Solo all'ultimo piano (live) - scritta per Gianni Morandi
7. Camminando e cantando (commento)
8. Camminando e cantando (live) - scritta per Marcella Bella
9. Per noi (commento)
10. Per noi (live) - scritta per Andrea Bocelli
11. Toledo (commento)
12. Toledo (live) - scritta per Anna Oxa
13. Fijo mio (commento)
14. Fijo mio (live) - scritta con Franco Califano
15. Ma sono solo giorni (commento)
16. Ma sono solo giorni (live) - scritta per Mia Martini
17. Il profumo del tempo (commento)
18. Il profumo del tempo (live) - cantata con Katia Ricciarelli
19. Firenze piccoli particolari (commento)
20. Firenze piccoli particolari (live) - scritta per Laura Landi

## Classifiche
| Paese  | Posizione raggiunta |
| ------ | ------------------- |
| Italia | 52                  |